# Acantolipinis
Els acantolipinis (Acantholipini) són una tribu de lepidòpters ditrisis de la subfamília Erebinae i la família Erebidae.

## Gèneres
- Acantholipes
- Hypospila
- Tochara
- Ugia
- Ugiodes